# توفان یخ
توفان یخ که به‌عنوان رویداد مینایی (شیشه‌ای) یا توفان نقره‌ای (silver storm) نیز شناخته می‌شود، نوعی توفان زمستانی است که با باران یخ‌زده مشخص می‌شود. خدمات ملی هواشناسی ایالات متحده توفان یخ را به‌عنوان توفانی تعریف می‌کند که سبب انباشت حداقل ۰٫۲۵-اینچ (۶٫۴-میلیمتر) یخ روی سطوح باز می‌شود.
آن‌ها معمولاً توفان‌های خشن نیستند، اما در عوض معمولاً به‌عنوان باران‌های ملایمی در نظر گرفته می‌شوند که در دمای زیر صفر رخ می‌دهند.

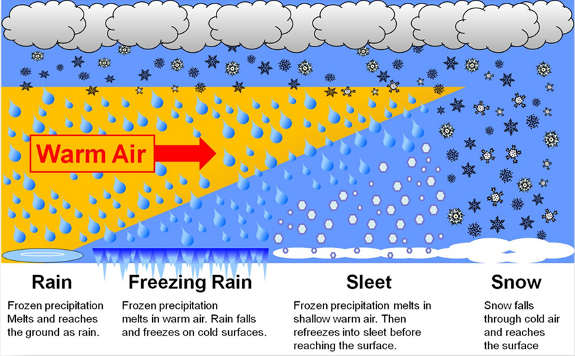
نموداری که شکل‌گیری انواع بارش را نشان می‌دهد.

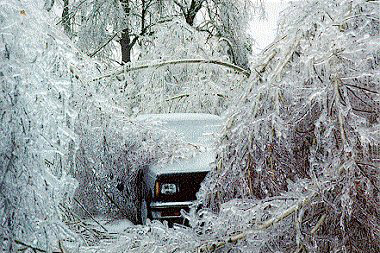
ویرانی ناشی از توفان یخ

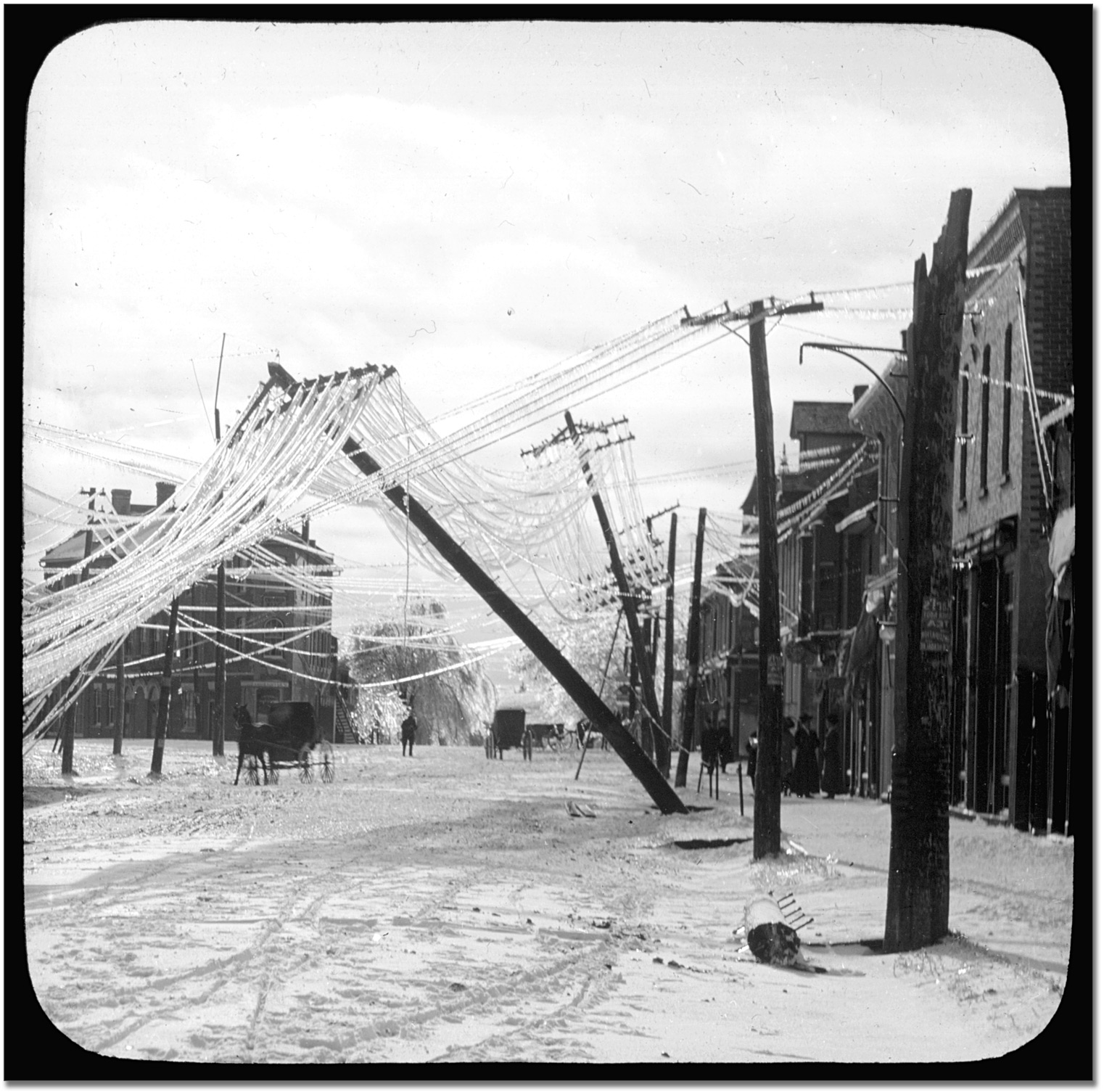
خطوط برق و تیرها پس از توفان یخ فرو ریختند. توفان‌های یخ علاوه‌بر اختلال در حمل‌ونقل، می‌توانند با شکستن خطوط و تیرها، خدمات شهری را ناکارآمد سازند.